# Scrisoare (Caragiale - 2)
Scrisoare (Caragiale - 2) este o operă literară scrisă de Ion Luca Caragiale. 